# Mạc Can
Lê Trung Can (sinh ngày 14 tháng 4 năm 1945), thường được biết đến với nghệ danh Mạc Can là một nghệ sĩ, nhà văn, nhà ảo thuật Việt Nam. Ông nổi tiếng là một nghệ sĩ đa tài, tham gia vào nhiều lĩnh vực hoạt động nghệ thuật như đóng hài, đóng phim, biểu diễn ảo thuật và viết văn. Ngoài ra ông còn làm MC cho các chương trình ca nhạc thiếu nhi, nổi tiếng là cuốn video "Út Cưng" do Trùng Dương Audio-Video thực hiện năm 1995.

## Tiểu sử
Mạc Can sinh năm 1945. Theo lời mẹ kể ông được sinh ra trong một đêm mưa, trên chiếc ghe hát "Xiếc" nhỏ của cha ông, được biết đến với nghệ danh là Sạc lô - Trần. Sinh ra trong một gia đình có cha đam mê nghệ thuật sân khấu, mẹ là người Miến Điện gốc Hoa. Suốt thời thơ ấu của mình, ông cùng với 1 người anh trai và 1 cô em gái rong ruổi, ngược xuôi sông nước từ miền Tây sang miền Đông Nam Bộ biểu diễn "Xiếc", bán thuốc dán và làm ảo thuật.
Sau khi rời ghe thuyền, Mạc Can tham gia vào những đoàn làm phim. Ông tạo ấn tượng với khán giả bởi các vai diễn hồn hậu, dí dỏm và hào sảng trong “Người đẹp Tây Đô”, “Xích lô, “Đất phương Nam”, “Đất khách”, “Vó ngựa trời Nam”, “Áo lụa Hà Đông”, “Khi đàn ông có bầu”... Trong đó, vai bác Ba Phi ở phim “Đất phương Nam” (1997) của đạo diễn Nguyễn Vinh Sơn được nhiều người yêu thích. Sau đó, còn rất nhiều bộ phim truyền hình, tiểu phẩm hài, sân khấu kịch hài các đạo diễn cũng mời Mạc Can tham gia.
Ông có một con gái chung với một người phụ nữ Mỹ gốc Nhật tên Yoko, tuy vậy hai người không kết hôn với nhau. Ông cũng đã từng có thời gian sang sinh sống tại Houston, Texas, nhưng rồi lại trở về Việt Nam vào năm 2011, sau chưa đầy 3 năm vì không hòa nhập được với cuộc sống nơi xứ người. Có rất ít thông tin về vợ con chính thức của ông ở Việt Nam, chỉ biết vợ ông đã mất vào năm 2022, hai người từng chia tay vì những bất đồng trong cuộc sống, sau đó tái hợp nhờ sự hàn gắn của em gái ông. Ông sống một mình, nhưng vẫn có con gái út lại ghé thăm, mua đồ dùng và nấu nướng cho ông.
Dù có cuộc sống tuổi già khó khăn và thiếu thốn về mặt tiền bạc, nhưng ông vẫn rất tự trọng, không nhờ cậy vào sự giúp đỡ từ người thân hoặc khán giả, nhờ vậy ông lại được rất nhiều người yên mến và tôn trọng.

## Sự nghiệp

### Phim đã tham gia
| Năm  | Tên phim                                      | Ghi chú                     | Vai                 |
| ---- | --------------------------------------------- | --------------------------- | ------------------- |
| 1986 | Hai Cũ                                        | phim điện ảnh               | Lính của Tám Kỷ     |
| 1994 | Cổ tích Việt Nam: Phượng Hoàng đất            | Cổ tích Việt Nam 3          | Ông Ất              |
| 1994 | Cổ tích Việt Nam: Đúc người                   | Cổ tích Việt Nam 4          | Bá hộ Lý            |
| 1994 | Thời thơ ấu                                   |                             |                     |
| 1998 | Cổ tích Việt Nam: 2 cô gái và cục bướu        | Cổ tích Việt Nam 9          | Phú ông             |
| 1999 | Cổ tích Việt Nam: Hoàng tử cứu mẹ             | Cổ tích Việt Nam 10         | Mụ yêu tinh         |
| 2002 | Cổ tích Việt Nam: Người học trò và ba con quỷ | Cổ tích Việt Nam 14         | Quỷ xanh            |
| 2003 | Cổ tích Việt Nam: Sự tích con muỗi            | Cổ tích Việt Nam 13         | Ông lão             |
| 2005 | Danh nhân đất Việt: Lê Như Hổ                 | Danh nhân Đất Việt 1        | Ông Bá hộ           |
| 1998 | "Dũng Sài Gòn"                                |                             | Chú Tài             |
| ?    | Một thời ngang dọc                            |                             |                     |
| 2007 | Cái bóng bên chồng                            |                             |                     |
| 2007 | Cải ơi!                                       |                             | Ông Tư Đèo          |
| ?    | Ngôi nhà bí ẩn                                |                             |                     |
| ?    | Chết lúc nửa đêm                              |                             |                     |
| ?    | Xóm suối sâu                                  |                             |                     |
| ?    | Minh Tâm kỳ án                                |                             |                     |
| ?    | Đánh thức trái tim                            |                             |                     |
| ?    | Xóm trọ vui nhộn                              |                             |                     |
| 1982 | Ván bài lật ngửa                              |                             | Ảo thuật gia        |
| 1995 | Xích lô                                       |                             | Người đi tiểu nhiều |
| 1996 | Người đẹp Tây Đô                              |                             | Chủ sòng bài        |
| 1997 | Người con báo hiếu                            |                             | Điền Thanh          |
| 1997 | Đất phương Nam                                |                             | Bác Ba Phi          |
| 2001 | Vật đổi sao dời                               | Trung tâm Vân Sơn phát hành | Tài xế xe lam       |
| 2002 | Xóm cũ                                        |                             |                     |
| 2004 | Một chuyến phiêu lưu                          |                             |                     |
| 2005 | Khi đàn ông có bầu                            |                             | Ông quản gia        |
| 2005 | Xóm cào cào                                   |                             | Người cưa bom       |
| 2006 | Áo lụa Hà Đông                                |                             | Ông già chiếu phim  |
| 2006 | Dưới cờ đại nghĩa                             |                             | Ông chủ quán rượu   |
| 2007 | Hoạ Mi                                        |                             |                     |
| 2007 | Linh lan trắng                                |                             | Ông Tư              |
| 2008 | Kính vạn hoa                                  |                             | Tổ trưởng dân phố   |
| 2009 | Taxi                                          |                             |                     |
| 2009 | Hoa dại                                       |                             | Chú Ngầu            |
| 2010 | Vó ngựa trời Nam                              |                             | Ông Năm xe ngựa     |
| 2011 | Thiên sứ lông bông                            |                             | Bệnh nhân già       |
| 2013 | Hiệp sĩ guốc vông                             |                             |                     |
| 2013 | Trinh thám nghiệp dư                          |                             | Chú Ba              |
| 2015 | Tiếng cú đêm                                  |                             |                     |
| 2015 | Sitcom: Cười để ngẫm                          |                             |                     |
| 2015 | Thế giới cổ tích                              |                             | Ông Tám             |
| 2016 | Bông trang đỏ                                 |                             |                     |
| 2016 | Biệt thự trắng                                |                             |                     |
| 2017 | Gia đình số 1 (Phần 1 - Tập 173)              |                             | Hàn Thư Sinh        |
| 2018 | Mỹ nhân sài thành                             |                             | Ông Lai             |
| 2019 | Gia đình số 1 (Phần 2)                        |                             |                     |
| 2020 | Giòng Sông Không Nhìn Thấy                    | Phim Ngắn                   | Thầy Chùa           |
| 2022 | Chuyện ma gần nhà                             |                             |                     |

### Tác phẩm văn học
| Năm  | Tên                            | Thể loại        |
| ---- | ------------------------------ | --------------- |
| 1999 | Món nợ kịch trường             | tập truyện ngắn |
| 2004 | Tấm ván phóng dao              | tiểu thuyết     |
| 2004 | Tờ 100 đôla âm phủ             | tập truyện ngắn |
| 2005 | Cuộc hành lễ buổi sáng         | tập truyện ngắn |
| 2006 | Tạp bút Mạc Can                | tạp bút         |
| 2006 | Người nói tiếng bồ câu         | tập truyện ngắn |
| 2007 | Phóng viên mồ côi              | tiểu thuyết     |
| 2008 | Những bầy mèo vô sinh          | tiểu thuyết     |
| 2010 | Ba... ngàn lẻ một đêm          | tập truyện ngắn |
| 2010 | Quỷ với Bụt và Thần Chết       | tiểu thuyết     |
| 2010 | Tuyển tập Mạc Can              | tuyển tập       |
| 2011 | Nhớ                            | tập truyện ngắn |
| 2013 | Mạc Can – Truyện ngắn chọn lọc | tập truyện ngắn |

### Các talk show truyền hình đã tham gia
| Năm  | Tên gameshow       | Ghi chú |
| ---- | ------------------ | ------- |
| 2017 | Gương hai chiều    | Tập 12  |
| 2018 | Sau ánh hào quang  | Tập 19  |
| 2020 | Vang bóng một thời | Tập 8   |
| 2020 | Ký ức vui vẻ       | Tập 1   |

### Các chương trình video đã dẫn
| Tên chương trình                               | Năm sản xuất | Đơn vị thực hiện          | Định dạng     | Kết hợp cùng                                                          |
| ---------------------------------------------- | ------------ | ------------------------- | ------------- | --------------------------------------------------------------------- |
| Ca nhạc tạp kỹ thiếu nhi "Những nốt nhạc hồng" | 1993         | Bến Thành Audio - Video   | VHS           | Đội Sơn ca Nhà Thiếu nhi Quận 1, nhóm 3 Con mèo, nhóm rối Nụ cười,... |
| Tự học nấu ăn 1                                | 1994         | Hãng phim Phương Nam      | VHS, VCD, DVD | Nguyễn Thị Thanh - Giáo viên nữ công gia chánh Nhà văn hoá TP HCM     |
| Tự học nấu ăn 2                                | 1994         | Hãng phim Phương Nam      | VHS, VCD, DVD | Nguyễn Thị Thanh - Giáo viên nữ công gia chánh Nhà văn hoá TP HCM     |
| Ca nhạc thiếu nhi "Ngựa gỗ"                    | 1995         | Hãng phim Trẻ             | VHS           | Đội Sơn ca Nhà Thiếu nhi Quận 1                                       |
| Ca nhạc thiếu nhi "Út cưng"                    | 1995         | Trùng Dương Audio - Video | VHS, VCD      | Đội ca Nhà thiếu nhi TP HCM                                           |
| Ca nhạc thiếu nhi "Thêm 1 tuổi hồng"           | 1996         | Bến Thành Audio - Video   | VHS, VCD, DVD | Linh Sang, Đội ca Nhà thiếu nhi TP HCM                                |
| Ca nhạc thiếu nhi "Út cưng" 2000               | 2000         | Công ty TNHH Thùy Dương   | VCD           | Đội ca Nhà thiếu nhi TP HCM                                           |
| Ca nhạc thiếu nhi “Trường mầm non của bé”      | 2001         | Công ty TNHH Thùy Dương   | VHS, VCD      | Bé Xuân Mai, Đội ca Nhà Thiếu nhi Quận 5                              |

### MV đã tham gia diễn xuất
| Tên ca khúc                   | Chương trình                                                              | Đơn vị thực hiện              | Ca sĩ thể hiện | Năm sản xuất |
| ----------------------------- | ------------------------------------------------------------------------- | ----------------------------- | -------------- | ------------ |
| Câu lạc bộ làm quen           | Paris by Night 55: "Dưới Ánh Nắng Mặt Trời"                               | Trung tâm Thúy Nga            | Như Quỳnh      | 2000         |
| Có ông bà, có ba má           | Ca nhạc thiếu nhi "Ba mẹ cho con"                                         | Bến Thành Audio - Video       | Gia Luật       | 1996         |
| Siêu Quậy                     | Ca nhạc thiếu nhi “Em muốn làm ca sỹ (Tiếng hát bé Trần Mỹ Linh (Vol.1))” | Tùng Productions              | Trần Mỹ Linh   | 2004         |
| Bài Ca Người Nữ Tự Vệ Sài Gòn | Ca nhạc "Cẩm Ly - Quốc Đại: Cuộc đời vẫn đẹp sao 9"                       | Hãng phim trẻ, Kim Lợi Studio | Cẩm Ly         | 2006         |

### Giải thưởng
- Giải A cuộc thi tiểu thuyết năm 2005 của Hội Nhà văn Việt Nam (cuốn Tấm ván phóng dao).